# Nothocasis tsangpoensis
Nothocasis tsangpoensis là một loài bướm đêm trong họ Geometridae.